# Rap West Coast
Pour les articles homonymes, voir West Coast.
Genres dérivés
Hip-hop underground, electro hop, gangsta rap, G-funk, hyphy, chicano rap, mobb music
Genres associés
Rap
Le rap West Coast, ou hip-hop californien, est un genre de musique hip-hop originaire de Californie dans les années 1980. West Coast signifie côte ouest, celle des États-Unis. Directement importée dans le monde hip-hop français, la dénomination est restée américaine : on parle de la « West Coast » plutôt que de la « Côte Ouest des États-Unis ». Le rap West Coast est surtout présent au centre de Los Angeles bien sûr, mais aussi dans d'autres villes comme San Francisco, Sacramento et à Oakland.
Le rap West Coast se développe en différents genres de hip-hop et est à l'origine de la création de beaucoup de centres artistiques, la plupart au sein de la communauté noire de Californie. Ice Cube et spécialement N.W.A, avec leur album sulfureux Straight Outta Compton (qui leur vaut des problèmes avec le FBI), sont considérés comme les pionniers de ce nouveau genre musical. Ce groupe domina la scène musicale rap jusqu'au milieu des années 1990, notamment grâce à la popularité du G-funk. La sortie de l'album de Dr. Dre, The Chronic, pousse ce nouveau style à son apogée.

## Histoire

### Origines et succès (1980–1992)
Après son invention à New York, la musique hip-hop se retrouve assez rapidement de l'autre côté des États-Unis, en Californie, où l'importante communauté afro-américaine l'adopte et l'utilise lors de fêtes ou dans des clubs. Cependant, la scène hip-hop californienne n'apparaît que durant les années 1980, lorsque le hip-hop lui-même est révélé à un plus large public à travers le pays.
L'essor du rap West Coast est rapide et les ventes d'albums explosent, comme celles du rappeur hardcore d'Oakland Too $hort, qui commence à rapper au début de l'année 1983 et sort trois albums underground avant de signer chez un important label, Jive Records, en 1987, où il sort l'album Born to Mack qui est certifié disque d'or aux États-Unis. Too $hort réalise deux autres albums avant 1991, qui sont respectivement certifiés disque de platine et double disque de platine.
À Los Angeles, durant cette période, des artistes comme Ice-T, Capitan Rapp, King Tee, Toddy Tee et Mix Master Spade, C.I.A. prennent de l'importance. D'autre part, World Class Wreckin' Cru, DJ Unknown, Egyptian Lover et Arabian Prince créent un nouveau dérivé du rap West Coast : l'electro hop, plus simplement appelé « electro », essentiellement un hybride de dance et de rap – suivant l'influence d'Afrika Bambaataa qui avait initialement créé le hip-hop en mixant du reggae, de la funk et de la techno allemande. L'electro hop est moins imprégné de funk mais possède un son assez sourd comme les basses. Cependant, les aficionados du hip-hop n'acceptèrent jamais réellement l'electro hop et ce style disparut au cours des années 1990.

#### Gangsta rap

Dessin de Tupac, par l'artiste Gringolivier.

Le mouvement gangsta rap, également originaire de Californie, s'annonce dans les années 1980, en opposition à l'electro hop et à d'autres formes plus « politiquement correctes » du hip-hop. En 1986, la chanson d'Ice-T, 6 in the Mornin', sort de Californie et trouve un écho national. En 1987, il enregistre Rhyme Pays, considéré comme la base du style et l'un des premiers albums entièrement gangsta rap, qui est certifié disque d'or aux États-Unis. L'album N.W.A. and the Posse de N.W.A. sort peu de temps après. Ce disque est le fruit de la collaboration de différents artistes, vaguement liés, qui se regroupent sous le nom de « Niggaz Wit Attitudes » (« Négros avec de l'attitude »). Bien qu'il ne soit pas prouvé qu'il rendit le groupe plus populaire ou qu'il ait eu une influence majeure sur le hip-hop, cet permit du moins à N.W.A de sortir l'album suivant qui, quant à lui, popularisa le gangsta rap auprès d'un nouveau public. Environ un an après la sortie de ce nouvel opus, le groupe s'agrandit en intégrant Eazy-E, Ice Cube, Dr. Dre, DJ Yella et MC Ren, tout en recevant les contributions régulières des membres non officiels The D.O.C. et Arabian Prince.
En 1988, N.W.A publie une de ses meilleures réussites Straight Outta Compton, qui propulse la Côte Ouest dans le monde du hip-hop. Les sons enregistrés sont influencés par le hardcore, style de musique heavy metal, par la soul des années 1970 et pas le P-Funk. Straight Outta Compton unifie ces sons avec des beats minimalistes et des paroles dures et sombres faisant référence à la violence (et même en en faisant souvent la promotion), à l'hédonisme et à la vie criminelle. C'est par cette voie que chacun des membres entrent dans l'histoire du hip-hop. Toujours en 1988, peu après la sortie de Straight Outta Compton, Eazy-E produit son premier album intitulé Eazy-Duz-It, dont la plupart des productions sont faites par Dr. Dre. En 1989, The D.O.C., membre non officiel du groupe et natif du Texas, sort son premier album solo intitulé No One Can Do It Better, qui est acclamé par les critiques (dont 5 micros au classement du magazine musical The Source) et se vend à plus d'un million d'exemplaires. Quand Ice Cube quitte le groupe en 1989, il réalise deux albums AmeriKKKa's Most Wanted et Death Certificate, respectivement en 1990 et 1991, qui sont chaudement accueillis par la critique. Ses paroles et son flow lui permettent d'obtenir deux disques de platine et d'atteindre les places les plus élevées dans le classement du magazine The Source[réf. nécessaire].
Les membres restants de N.W.A sortent un nouvel album, Efil4zaggin, encore un peu plus teinté de violence et de rap criminel, qui devint de plus en plus associé au hip-hop. Mais cet album est le premier du genre à atteindre la première place du classement Billboard 200. Après cela, le groupe se disperse et Dr. Dre quitte le label pour signer chez Death Row Records.

#### Début des années 1990
Deux autres groupes de la Côte Ouest émergent durant cette période : Digital Underground et Compton's Most Wanted. Bien qu'aucun des deux ne devient aussi populaire et controversé que N.W.A, ils permettent d'affirmer le rap West Coast sur la scène musicale. Cependant, comme avec N.W.A, certains des membres de ces groupes se tournent vers une forme de rap plus modérée (comme MC Eiht de Compton's Most Wanted) et réussissent parfois leur carrière solo (comme 2Pac de Digital Underground), tout en continuant ainsi à promouvoir le rap West Coast. Durant sa courte carrière, 2Pac traitera souvent des questions sociales et politiques, comme dans l'album 2Pacalypse Now et Strictly 4 My N.I.G.G.A.Z. et ce, bien avant que son style s'oriente vers le rap gangsta du milieu des années 1990.
Le rap latino débute aussi durant cette même période. Bien que le rap latino soit initialement présent à New York, certains artistes de la Côte Ouest, comme Kid Frost et Mellow Man Ace, sont les pionniers de ce sous-genre musical. Peu populaires à leurs débuts, ces artistes ouvrent la voie aux plus importants groupes et artistes de rap latino comme South Gate ou Cypress Hill[réf. nécessaire].

#### Autres contributions
Le rap West Coast reçoit, dès ses débuts, différents apports de groupes de San Francisco et d'Oakland, en particulier. Too $hort est l'un de ceux-là et MC Hammer est l'un des premières grandes stars nationales du pop-rap. Ces deux artistes firent leurs débuts dans les rues d'Oakland, et les chemins que prirent leur carrières respectives sont représentatives de la division qui règne dans le hip-hop, entre de multiples sous-genres développés depuis les vingt dernières années. Cependant, les différents niveaux de réussite dans le milieu n'ont jamais entamé l'attrait de cette musique populaire.
Seattle, bien qu'initialement connue comme la patrie du grunge, possède aussi une scène musicale hip-hop très active, incluant notamment le rappeur Sir Mix-a-Lot.

### Âge d'or (1992–1996)
Avec le succès national de N.W.A, la Côte Ouest des États-Unis définit enfin le style de hip-hop qui lui est propre. Dans le milieu du gangsta rap, la scène de la Côte Ouest peut enfin rivaliser avec des groupes de la Côte Est comme Public Enemy, KRS-One et bien d'autres. Bien que N.W.A se soit divisé, il reste toujours des membres pour construire, populariser et révolutionner les bases même du groupe et de sa musique. Trois des principaux membres du groupe, Ice Cube, Eazy-E et Dr. Dre, se lancent successivement dans des carrières solo après la dissolution du groupe. Chacun développe son propre style : Ice Cube est plus militant, haineux, racialement revendicatif et abordant la politique, alors que Eazy-E, lui, développe un style moins violent, mélangeant le gangsta rap et le G-funk.

#### G-funk
Le style d'Above the Law, créé avec Dr. Dre, est nommé G-funk (ou gangsta funk, ou encore ghetto funk) ; c'est un style plus lent et mélodique, alliant les basses, des flûtes et des samples de P-Funk. Le genre se caractérise rapidement par des sujets généralement proches de l'hédonisme, incluant la violence, le sexe, l'usage de drogues. Le premier album de Dr. Dre, The Chronic, réalisé en 1992, est largement considéré comme le premier travail sérieux sur ce nouveau genre et la référence musicale pour un certain nombre d'artistes comme Snoop Doggy Dogg, Dat Nigga Daz, Kurupt, Nate Dogg et Warren G. Dr. Dre continua à affiner son travail sur ce nouveau genre musical dans le premier album de Snoop Dog, Doggystyle, qui lance la carrière de ce dernier. En outre, la réussite de cet album fait du label Death Row une figure incontournable du gangsta rap et du G-funk, qui deviendra par la suite l'un des genres de rap West Coast les plus importants des années qui suivirent.
Après la sortie de The Chronic, un certain nombre de producteurs de la Côte Ouest, et même certains de la Côte Est, commencent à produire des albums de G-funk ou du moins dans un style similaire. Les producteurs Warren G et DJ Quik produiront leurs meilleurs œuvres avec le G-funk.

#### East Coast contre West Coast
Alors que les premiers accrocs entre les deux extrémités des États-Unis remontent à N.W.A, cette guerre prend un aspect plus personnel en la confrontation de deux des plus prodigieux rappeurs américains, Tupac Shakur et The Notorious B.I.G.. En 1994, alors qu'il travaille sur son troisième album, Me Against the World, Tupac Shakur se fait tirer dessus dans un studio de New York dans lequel The Notorious B.I.G. et Puff Daddy avaient l'habitude de travailler. Alors qu'il était en prison pour harcèlement sexuel, Tupac accusa Biggie, Puff Daddy et un certain nombre d'autres personnes, d'avoir eu connaissance de la fusillade bien avant le drame. Les accusations mutuelles dégénérèrent alors en une guerre d'une rare violence entre la Côte Ouest et la Côte Est des États-Unis, représentée respectivement par les labels de musique Death Row Records (West Coast - appartenant à Suge Knight) et Bad Boy Records (East Coast - appartenant à Puff Daddy).
La tension entre Death Row et Bad Boy se développa au fur et à mesure des insultes et des accusations. La rivalité prit fin lorsque Tupac fut mortellement blessé lors d'une fusillade à Las Vegas en 1996. De fortes accusations de la part des gangs de la Côte Ouest pesant sur la responsabilité directe ou indirecte de The Notorious B.I.G. amenèrent ce dernier à mourir lui aussi dans une fusillade à Los Angeles six mois plus tard.

#### Développement underground
À la fin des années 1990, la scène rap West Coast Underground commence à se développer sérieusement, faisant émerger des artistes désirant s'affranchir de plus en plus de certains aspects négatifs du gangsta rap. Des rappeurs comme Terry Choe a.k.a Teezy, Blackalicious, Zion I, The Pharcyde, Aceyalone, Hieroglyphics, Jurassic 5, The Coup, Ozomatli, Spearhead, Del tha Funkee Homosapien, Souls of Mischief, Planet Asia et d'autres s'identifiant comme des artistes, obtiennent une certaine reconnaissance sans pour autant avoir signé chez de grands labels de musique. D'autres comme Dilated Peoples et The Black Eyed Peas, bien qu'ils ont signé chez des majors, ne réussissent pas à percer significativement, par manque de promotion et parce qu'ils sont restés « trop » underground dans leur style musical. Toutefois, The Black Eyed Peas trouvent le succès plus tard, dans les années 2000, après la sortie de leur album Elephunk qui est d'un style plus commercial.

#### Déclin
Malgré l'émergence du mouvement underground comme facteur majeur de la fin du siècle, le gangsta rap reste le genre dominant du rap West Coast, bien que le son et le style de cette musique ont commencé à changer depuis l'ère du G-funk. Snoop Dogg, Ice Cube et Dr. Dre continuent d'être des acteurs majeurs sur la scène nationale, mais d'autres artistes depuis les années 1990 et des artistes gangsta locaux continuent à lutter pour la reconnaissance, ayant profité de succès moins commerciaux que leurs homologues de la Côte Est et du Sud. Alors que le rap West Coast possède encore une certaine présence sur la scène, comme avec le second album de Dr. Dre, 2001, l'arrivée de Xzibit sur la scène rap ou encore le travail de Snoop Dogg avec Tha Eastsidaz, beaucoup d'artistes comme Warren G, Kurupt, WC, Mack 10, DJ Quik ou encore Daz continuent à perdre rapidement de la reconnaissance parmi les fans de musique. Toutefois, quelques puristes exploitent toujours les samples funk inhérents au mouvement G-funk/rap West Coast, tels que OG Daddy V, Big Prodeje du South Central Cartel ou Bad Azz.
Contrairement aux États-Unis, en Europe, le mouvement G-funk continue à se développer après les années 2000. On trouve ainsi des pionniers européens tels que Aelpeacha, J'L'Tismé, Tout simplement noir, Flendo ou Pass Pass.

## Artistes représentatifs
- 2Pac
- Ab-Soul
- Above The Law
- Anderson .Paak
- Ant Banks
- Arabian Prince (N.W.A)
- B-Legit
- Bad Azz
- B.G. Knocc Out
- Bizzy Bone (Bone Thugs-N-Harmony)
- Blueface
- Blactina
- Bone Thugs-N-Harmony
- Boo-Yaa T.R.I.B.E.
- Butch Cassidy
- Celly Cel
- CJ Mac
- Compton's Most Wanted
- Coolio
- Cypress Hill
- Daz Dillinger (Tha Dogg Pound)
- Delinquent Habits
- Digital Underground
- DJ Quik
- DJ Yella (N.W.A)
- Domino
- Dr. Dre (N.W.A)
- Dresta
- Dru Down
- E-40
- Eminem
- E.D.I. Mean
- Earl Sweatshirt
- Eazy E (N.W.A)
- Flesh-n-Bone (Bone Thugs-N-Harmony)
- Foesum
- Goldie Loc (Tha Eastsidaz)
- Hittman
- Ice Cube (Westside Connection / N.W.A)
- Ice-T
- Jay Rock
- Jayo Felony
- Jurassic 5
- Kendrick Lamar
- Kid Frost
- Kid Ink
- King Lil G
- Kokane
- Krayzie Bone (Bone Thugs-N-Harmony)
- Kurupt (Tha Dogg Pound)
- Layzie Bone (Bone Thugs-N-Harmony)
- Lil 1/2 Dead
- Lil Roméo
- Luniz
- Mac Dre
- Mac Mall
- Mack 10
- MC Eiht
- MC Ren (N.W.A)
- Mel-Man
- Mr. Shadow
- Mr. Criminal
- Nate Dogg (2-1-3)
- Outlawz
- Planet Asia
- RBX
- Roddy Rich
- Schoolboy Q
- Snoop Dogg (2-1-3)
- South Central Cartel
- Soopafly (Dub Union)
- Spice 1
- Spider Loc
- Sly Boogy
- Taylor Gang Records
- The Comrads
- The D.O.C. (N.W.A)
- The Dove Shack
- The Pharcyde
- The Psycho Realm
- The Lady of Rage
- The Lamborghïnî Mæn
- Tray Deee (Tha Eastsidaz)
- The Game
- Too $hort
- Ty Dolla Sign
- Tyga
- Tyler, the creator
- Nipsey Hussle
- Watts gangstas
- WC (Westside Connection)
- Warren G (2-1-3)
- Westside Bugg
- Wish Bone (Bone Thugs-N-Harmony)
- YG
- Young Lay
- Yukmouth
- Xzibit

## Labels
- Ruthless Records fondé par Eazy-E en 1986
- Death Row Records fondé par Suge Knight et Dr. Dre en 1991
- Doggystyle Records fondé par Snoop Dogg en 1992
- Open Bar Entertainment fondé par Xzibit en 1995
- Aftermath Entertainment fondé par Dr. Dre en 1996
- Amaru Entertainment fondé par Afeni Shakur (la mère de Tupac) en 1997
- The Black Wall Street Records fondé par The Game en 2002